# تاكاشي إدا
تاكاشي إدا (باليابانية: 江田孝؛ بالكانا: えだ たかし) هو لاعب كرة قاعدة ياباني، ولد في 18 مارس 1923 في هيوغو في اليابان، وتوفي في 11 فبراير 1978.

## روابط خارجية
- تاكاشي إدا على موقع الدوري الياباني لكرة القاعدة (الإنجليزية)